# アキバ冥途戦争
『アキバ冥途戦争』（アキバめいどせんそう、Akiba Maid War）は、CygamesとP.A.WORKS制作の日本のテレビアニメ。2022年10月から12月までTOKYO MXほかにて放送された。

## 概要
時は1999年。メイドに憧れて秋葉原にやってきた少女を軸に据えたお仕事奮闘記。ただしこの世界のメイド喫茶は裏では暴力団に近い組織で、各店は抗争（時には殺し合い）を繰り広げており、毎回必ず誰かが殺害されている。キャッチコピーは「萌えと暴力について」。オープニングではアバンタイトルが導入されている（7話・11話を除く）。6話・7話・9話のナレーションは、森羅万象が担当。次回予告は、放送ではカットされているが、公式ホームページやYouTubeにて順次公開されている。
2022年6月24日に制作発表され、9月18日には秋葉原近隣のTOHOシネマズ上野にて第1話と第2話の先行上映会とトークショーが実施された。
劇中の時代設定は1999年となっているが、この当時は実際はメイド喫茶は存在しないなど、現実の秋葉原との乖離が見られる。これについて、主要スタッフの座談会において、初期の段階で「携帯電話を使わせたくない、スマホが登場すると、都合がよくなりすぎてしまう」という意図とともに、微妙な昔である1999年当時の世紀末感や街並みから感じる良さがあったことが時代設定の要因になっていることが明かされている。ただ、後述する「忍者カフェ」を含め実際に営業しているメイド喫茶を取材しており（エンディングで取材協力の3店舗がクレジットされている）、リアリティには拘っていることが窺える。
最終回放送後には舞台化が決定、2023年9月に都内で公演が行われることが発表された。

## あらすじ
1985年、とある雨の日。メイド喫茶「侍女茶館」の女店長が射殺された。敬愛する店長を目の前で殺された万年嵐子の心は怒りに支配された。
時は流れ1999年の秋葉原。ごく普通の少女、和平なごみは雑居ビルの一室にあるメイドカフェ「とんとことん」で憧れのメイドになる。同時に入店した嵐子と一緒に仕事に励むが、店長に命じられて2人でライバル店に手紙を届ける。手紙の内容は相手に喧嘩を売るようなものだった。激昂したライバル店の店長に対し、嵐子は拳銃を乱射しメイドたちを殲滅。ショックを受けたなごみは逃げ出そうとするが失敗。金と血と暴力と欲望に塗れるアキバのメイドたちの中で、萌えと抗争の真っ只中を突き進む。

## 登場人物

### メイドカフェ とんとことん
和平なごみ（）
声 - 近藤玲奈
主人公。可愛いメイドになることを夢見て秋葉原に上京してきた少女。担当カラーはピンク。誕生日は4月2日の17歳。身長は154cm。血液型はB型。好物はショコラ。住み込みで「とんとことん」に雇われる。
失敗しても挫けない根性ある娘だが、アキバの現状やメイド喫茶の実態に驚かされ、命がけの日々を送る。逃げ出そうとしたが、監視同然に嵐子と寝食を共にすることになったため、逃げられずにいる。木登りが得意である。性格などに難のある登場人物が多い本作において数少ない常識人。
街角で店のビラ配りをしていたところ、同じくビラ配りをしていたメイドであるねるらと出会って親しくなり、のちにねるらと姉妹の契りを結ぶこととなる。
ねるら亡き後、「とんとことん」をこっそりと抜け出してメイドを離れ、同じ秋葉原にある「忍者カフェ」にて住み込みで働いていたが、その店を訪れたねるらのファンだった客たちから、「アキバのメイドを変える存在になり得る」と生前ねるらが語っていたことを知らされる。その言葉を胸に今一度、メイドとして立ち上がることを決意する。
「忍者カフェ」で働いていた間、アトラクションのために鍛錬していたため、くない（苦無）投げや煙玉などの忍者スキルも修得しており、愛美達がとんとことんにカチコミした際は駆けつけて危機を救った。そして「みんなを守るメイドになる」と心に誓い、とんとことんに復帰した。
ソフトボール経験者であり、「ウーパーズ」との野球対決では捕手を務める。ラフプレーを嫌い、「フェアプレーの精神で決着をつけることに意味がある」とやる気がないメンバーを鼓舞し、相手の心をも動かした。
9話のアキバメイドフェス「お萌様登り」では、仲間の協力によりその年の“お萌様”となる。
11話の「ケダモノランドグループ」からの絶縁騒動の際は嵐子と共に本部へ向かい、凪から髪を詰めるよう求められても動じず刀を手に取っていた。結局は凪によりヘアゴムを壊されただけで済んだが、後日露店商で嵐子に似合うアクセサリー類を見ていた際、付き添っていた嵐子が刺されその最期を看取ることとなった。
12話では嵐子の仇を取ろうと、ティアードロップサングラスをつけ黒いメイド服に身を包み｢黒豚｣を自称しこれまで忌避してきた暴力(但し殺しはやらない)に手を染め、「こっちからケダモノへ戦争を仕掛けよう」と提案する。しかし紆余曲折を経て自身の理想としてきたメイド像に立ち返る決意を固め、グループメイド26名がそろって店に殴り込んで来ると、これまでにないパフォーマンスで凪をもてなす。途中、凪から銃撃を受けるも最後までパフォーマンスをやり切った。しかし、凪から「お前は嵐子にそっくりだが、美千代さんには足元にも及ばん」と告げられ更に銃撃される。死亡したかと思いきや一命をとりとめ、それからおよそ20年経った2018年の「ニューとんとことん」では36歳となり、車椅子に乗りながら人気メイドとして現役を貫いている。髪型はゆめちのツインテールとゾーヤの髪分けを組み合わせたものに変え、しぃぽんのメイクと嵐子の髪留めを使用し、車椅子の車輪はかつての「とんとことん」の面々とねるらの写真や名札で飾っている。

万年嵐子（）
声 - 佐藤利奈
長期間秋葉原から離れていたが、また戻ってきた寡黙なメイド。担当カラーは赤。誕生日は5月9日の35歳（5話で36歳になる）。身長は166cm。血液型はO型。なごみと同じ日に「とんとことん」のメイドとなり、ルームメイトとなった。
左利きだが、箸や拳銃は右手を使う。戦闘中に敵の落とした拳銃を拾って即興で二丁拳銃をこなす、アキバファイトクラブではモブのメイドを容易く気絶に追い込んだり、軍隊上がりのゾーヤとも互角以上の格闘戦を繰り広げるなど、戦闘力は極めて高い。不器用かつ、戦いには手を抜けないタイプ。好物はラーメン、特技は野球。決め台詞は「逝ってらっしゃいませ」。
喜怒哀楽が少なく接客時も寡黙な態度のままだが、本人はテンションを上げているつもりである。アキバメイドフェスでなごみからはケチャップお絵かきがだいぶマシになってきていると言われる。
1985年の時点では「侍女茶館」で働いていたメイドだった。15年前に起きた抗争が元で服役しており、出所後メイドに復帰する。当時の事件により、その筋の界隈では有名人な模様。5話の回想シーンでは、元々他人を傷付ける事を嫌う性格だった事が描かれている。また、当時はいわゆるお嬢様言葉で話していた。
自分のことを悪く言われても動じない性格だが、勤務する店やスタッフを侮辱されると感情的になる。
「ウーパーズ」との野球対決では当初三塁手だったが、ゾーヤに代わってリリーフ投手を買って出る。かつて収監されていた頃に野球を経験しており、サウスポーのサブマリンで左打ち。打撃フォームは王貞治も顔負けの一本足打法である。
11話で凪から「ケダモノランドグループ」の絶縁を言い渡された時、「とんとことん」にいることが何より楽しいと凪へ直談判する。話はなんとかまとまったものの、なごみと露店に後日立ち寄った際、「チュキチュキつきちゃん」の残党メイドに背後から刺され、なごみの腕の中で息を引き取った。葬式での遺影には野球対決での打撃姿が掲げられていたほか、遺品として壊れたアクセサリーや野球対決で使用したグランドの土、なごみがお萌様になったときの集合写真などを保管していた。

ゆめち
声 - 田中美海
店のエースであるツインテールが特徴のメイド。本名は柊結夢（）で誕生日は7月21日。担当カラーは緑。身長は149cm。血液型はAB型。パズルゲームが得意で好物はお茶漬け。ポーカーでは相手のイカサマを見抜くなどの眼力も持つ。客には笑顔を振る舞うが、実際はクールな毒舌家。なごみからは、「ゆめちさんはいい意味で人間やめてる」と言われており、仕事に対するプロ意識は高い。
一方で店長以上にスタッフを大切だと考えており、嵐子のバースデーをサプライズで計画するために一芝居打つことも。また嵐子を侮辱した薫子を射殺後、死体に向かって「ウチの店にカスメイドは一人もいない」と言い放った。
「ウーパーズ」との野球対決では二塁手で最初はやる気がなかったが、なごみの決意に心を打たれ、しぃぽんとの二遊間を形成した。
アキバフェスでは文句を言いに来た各メイドカフェのエースメイドたちに対し、真っ先に謝罪するなど、グループ内の序列は弁える。
12話では殴り込んで来たグループメイドたちを仲間と共にもてなし、なごみが凪に撃たれながらもパフォーマンスをやり切る姿を見届けた。

しぃぽん
声 - 黒沢ともよ
ギャルのメイド。本名は後藤志乃（）で誕生日は4月28日。担当カラーは黄。身長は158cm。血液型はO型。窮地であっても動じない肝の据わった性格。なごみからはアゲアゲパーでノリノリだと言われる。
元々はなごみ同様にJKだった頃にアキバでスカウトされて入ったズブの素人であり、数々の修羅場を潜ってきた内に銃火器の扱いに慣れた経緯を持つ。趣味はメイクで、普段は1999年ごろに流行していたガングロメイクで接客しているが、4話で佐野に調教されたときは一時的にナチュラルメイクにしていた。しかし佐野に洗脳された他の面々と違い最後まで正気を保ち、佐野が立ち去った後でガングロメイクに戻して仲間たちの目を覚まさせた。好物は大トロ。
「ウーパーズ」との野球対決では遊撃手で、ゆめち同様やる気がなかったが、なごみに心を動かされ、試合途中から併殺を完成させるなど連携プレーを形成していた。
12話では殴り込んで来たグループメイドたちを仲間と共にもてなし、なごみが凪に撃たれながらもパフォーマンスをやり切る姿を見届けた。

ゾーヤ（Зоя）
声 - ジェーニャ
軍隊出身のロシア人メイド。担当カラーは紫。身長は175cm。誕生日は2月23日。血液型はA型。軍属の家系故に女の子らしい遊びを禁じられ、幼少の頃から格闘技を叩き込まれていた。3話での平伊達乃の台詞から元軍人だった事が語られている。一度はアキバのメイドに興味が湧いて来日してメイド喫茶に体験入店したものの、常に仏頂面で笑顔が作れなかったのでメイドをやめて平の部下となる。アキバふぁいとくらぶで嵐子と戦い、お互いのかわいさを認めた後に敗北。その後店長にスカウトされとんとことんに入店する。以降なごみからは、前より口角が上がっていると言われる。その出自から戦闘能力は高く、嵐子と並んで暴力における「とんとことん」の主力となる。出自に反して根っからの戦闘狂と言うわけではなく、丸腰で向かってくる相手に発砲する事を躊躇ったり、蘭子死亡後に荒れたなごみを心配したりと良識があり、「とんとことん」メンバーの中では割とまともな部類である。
日本語はまだ不慣れな面があり、的外れな物言いが度々観られる他、モノローグやキメのセリフはロシア語になることが多い（ただし字幕・日本語訳が一切無く、視聴者に対して塩対応）。趣味はお人形集め、好物はいちご大福。
3話から登場したため、3話までのオープニングテーマ曲では顔がエフェクトで隠されていた。
「ウーパーズ」との野球対決で最初は右投げの先発投手だったが、爪が割れたため途中から三塁手に入った。
12話では殴り込んで来たグループメイドたちを仲間と共にもてなし、なごみが凪に撃たれながらもパフォーマンスをやり切る姿を見届けた。

店長
声 - 高垣彩陽
メイドカフェ「とんとことん」の店長。本名は八重樫靖子（）だが、本編中では「店長」としか呼ばれていない。バーテンダーのような服装で勤務している。担当カラーは青。身長は158cm。血液型はAB型。誕生日は1月1日の30歳で独身。昔はメイドだったとされており、5話では嵐子の代わりとしてメイド姿になった。店長としての能力は皆無で「いてもいなくても変わらない」と言われる始末。おひねりちゃんを滞納しているため取り立て屋を恐れており、スタッフに内職をさせたり、逃れるためなら店やプライドを売ることすら辞さない考えの持ち主だが、7話で店を逃げ出し一時的に離れたなごみのことは「病欠」扱いとして籍を残しておくなど、スタッフ想いではある。しかし11話では弱気な気持ちが災いし、メイドよりも先に銃撃戦から逃れようと自殺未遂へ走ろうとしてゆめちに静止される。おひねりちゃんの支払いのために策を練るものの、そのほとんどが裏目に出てしまっている。趣味はギャンブルで、好物は他人の金で食べる焼肉とのこと。
「ウーパーズ」との野球対決では監督を務めていたが、相手を罵るばかりで何もしていなかった。
アキバメイドフェスティバルでは、取り立て屋から「お萌様登り」に関する八百長の手引書を渡されるが、ろくに確認していなかった上に当日に取り立て屋から確認の電話が来るまで忘れており、しかも手引書もすでに紛失してしまったことで自分含む「とんとことん」は八百長のことを知らないまま当日を迎える。自分は釣り堀の釣りに逃げていたが、釣り上げた鯉になごみの面影が重なったことで嫌な予感がして急遽会場に戻るが、「とんとことん」が優勝していたことで安堵し、表彰式で隣の観客に得意気な顔をしていた。
12話では殴り込んで来たグループメイドたちを仲間と共にもてなし、なごみが凪に撃たれながらもパフォーマンスをやり切る姿を見届けた。

御徒町（）
声 - 平野綾
パンダの着ぐるみを着用した、店のマスコットのような存在。担当カラーは灰。身長は175cm。誕生日は10月28日。血液型はRh-のO型。ネクタイと名札を付けているので一応メイド扱いとされており、入り口のボードにも写真が貼られている。基本的に一切喋らない。2話ではメイドカジノの調理場でガスの元栓を開けてビルの爆発を誘発させる、なごみ達が薫子に拉致された現場を目撃し窮地をとんとことんに知らせるなど、店の外でも暗躍している（ゆめちらと共に店にも乗り込んでいるが戦闘に加わったかは不明。また壊滅した店内に放置されていた売上金を持ち帰り店長に渡した）。趣味はオセロで好物は笹以外の食べ物全般。
「ウーパーズ」との野球対決では一塁手で、チームのパワーヒッターであり本塁打を量産していた。
その正体は15年前に美千代を射殺した他店のメイド。メイドに憧れて働くようになったものの、雑用ばかりで嫌気がさしていたところ、鉄砲玉として美千代を殺すよう命令が下り実行。発砲し逃げ出した直後、自分をお気に入りとしてくれていた末広に捕まり口封じに殺されそうになる。巡回の警察官が現れた隙に間一髪逃れるが車にはねられ、満身創痍になった状況で御徒町駅前にあるパンダの像やパンダグッズの売店を見て、メイドになることができない現実に絶望したあまり「パンダになりたい」と思うようになり、パンダの着ぐるみを着るようになった。その後年月が流れその姿を見た店長に招かれ、そのままとんとことんで働くようになる。
第10話で重い口を開き、末広とデートした直後の嵐子に対し末広の正体と自身の過去を打ち明けた。美千代を殺めたことを謝罪し、甘んじて嵐子の報復を受けようとするが、嵐子は拳銃でパンダ着ぐるみの頭部を打ち抜くのみに留めた。しかし嵐子にとっての「ご主人様」である末広を彼女に殺させるわけにはいかないと、嵐子と末広、互いの真意を知らないまま待ち合わせ場所に向かっていた末広を射殺する。末広に会えないままとんとことんに戻ってきた嵐子が御徒町に付いた血を見て察し彼女から叱責を受けるが、この時に15年前の事件の黒幕が凪である事を明かした。
第12話では凪が「チュキチュキつきちゃん」の残党メイドに撃たれた直後、持っていた竹を削って作った竹槍を凪に投げつけて胸を貫き、息の根を止めた。

### ケダモノランドグループ
凪（）
声 - 皆川純子
「ケダモノランドグループ」のリーダー。メイド服風のドレス姿の女性。身長は166cm。血液型はA型。誕生日は9月5日。引き金を引かなければ殺される、力がなければアキバでは生き残れない、メイドは奪うか奪われるか考えており、グループへの忠誠心をモットーとして、従えない者は排除する冷徹な性格を持つ。
オープニングにも登場している。
嵐子とは侍女茶館時代からの旧知の仲で一度は姉妹の契りを結んだが、抗争においての意思の相違から仲違いした。1985年の店長襲撃の際には送迎車の運転手として同乗し、美千代の最期を目の当たりにしている。当時の名前は「ウズコ」（漢字表記不明）。
自身が提案した「ウーパーズ」と「とんとことん」との野球対決で疎遠になっていた嵐子と再会。「戦いを拒んだ嵐子のせいで美千代が亡くなった」と考えている。
自身は直営店として「ギラギライオン」の経営・管理をしている。売上はもちろんグループのトップだが、「アキバメイドフェスティバル」において底辺であった「とんとことん」によりお萌え様登りで敗退。向こう一年、トップの座から陥落してしまう。取り立て屋がしっかり手を打たなかったことに激怒し、拳銃で殺害。「とんとことん」への恨みを募らせる。
15年前の美千代銃撃事件では、裏で美千代殺害を依頼していた黒幕。美千代の言う通りのままなら、多数のメイドが消えていたという懸念からこの行為に走った模様。
さらに大将の口から、約20年前に浮浪児だったのを美千代が引き取り、その野心的な眼を気に入って後継者と育てていたが、のちに嵐子が入店し、嵐子のひたむきな姿勢に美千代が感化されて保守的路線に切り替えたのを懸念してこの行為に及んだ事が語られた。
11話で「とんとことん」にグループからの絶縁状を送りつけ、その撤回を求めて自分の元に来た嵐子に幹部席を用意する代わりに「とんとことん」のメイドを始末するように取引する。しかし、嵐子の命をかけても「とんとことん」にいたいという覚悟に勧誘を諦め、絶縁を解除する代わりに「おひねりちゃん」をこれまでの10倍納めることで話をまとめさせた。
一度はまとまったものの、嵐子の死によってタガが外れたか12話では暴走状態となり、反対する役員らや、止めようとした大将までも射殺して再度「とんとことん」への殴り込みを強行。自分たちをもてなす「とんとことん」の面々を前に一度は席につくも、なごみたちのパフォーマンスを見て「嵐子とそっくりだ」と呟き、同時に怒りの表情を見せてなごみへ発砲、瀕死の重傷を負わせた。しかしその直後、「チュキチュキつきちゃん」の残党メイドに頭を撃ち抜かれ致命傷を負い、次いで御徒町が投げた竹槍に胸を刺し貫かれて死亡した。

取り立て屋
声 - 内山昂輝
「鉢巻、バックパックにポスター2本挿し」などの1999年当時のオタクのステレオタイプな服装をした青年。「おひねりちゃん」（上納金）の取り立てを行っている。
1話ではなごみを鉄砲玉としてチュキチュキつきちゃんに送りこみ、抗争の火種を作ろうとしたが嵐子が同行したことで店長以下全従業員が死亡する事態となった。3話ではアキバファイトクラブで嵐子に八百長試合をさせようとする。グループ総会で凪の意向を壇上から各店長に伝えるなど下っ端風の名前に反して凪の側近のような立ち位置にいるが、エースメイドとよばれる大幹部クラスのメイドには太鼓持ちをしたり敬語で媚びへつらっている。
「アキバメイドフェスティバル」において、「お萌様登り」に関する八百長の手引書を系列店に自ら配布し、生態系の立ち位置を破壊しないよう店長含め各メイドに忠告していた（お萌え様登りでは必ず「ギラギライオン」を優勝させるようマニュアルを配布し、これを厳守するよう各店舗にキツく忠告していた）が、店長からそれを聞かされていなかった「とんとことん」のメンバーが底辺から下剋上でトップの「ギラギライオン」を倒してしまい、生態系は完全に崩壊。彼はこの結果に激怒した凪によって射殺された。

佐野みのり（）
声 - 小林ゆう
「ケダモノランドグループ」所属の「調教師」。グループ発展のために各店舗に送り込まれるメイド教育のスペシャリストの一人。
凪の指示で「とんとことん」へ派遣され、手始めに店長と御徒町を追放し、メイドたちに「1週間以内に一人10万円ずつのおひねりちゃんをひねり出す」という課題を与える。早朝から深夜まで暴言・暴力を用いてブラック企業の研修並みのスパルタ指導でメイドたちを酷使し、グループに絶対服従するよう洗脳した。その指導力は本物であり、とんとことんメンバーの売り上げは急上昇し、なごみはメイドとしての技術を上達させた。
調教を完了して店を去った後、洗脳された振りをして機をうかがっていた嵐子としぃぽん、逆恨みで戻って来た店長らの行動で皆の洗脳が解ける。数日後、店のメイドたちが元に戻っているのを見て驚愕。再教育しようとしてしぃぽんに返り討ちに遭い、凪から「調教に失敗はない、命懸けでやれ」と厳命されていたことを思い出し、責任を取らされる（破門あるいは絶縁）ことを恐れ行方を晦ました。

コンコンカフェ店長
声 - 高橋李依
「ケダモノランドグループ」に属するメイドカフェの店長。
ケダモノランドグループ総会の場で壇上に呼ばれ金策の手腕を褒められるが、密かにおひねりちゃんを着服していることを見抜かれておりその場で凪に射殺された。

忠犬メイドッグ店長
声 - 中野さいま
「ケダモノランドグループ」に属するメイドカフェの店長。
ケダモノランドグループ総会の場でコンコンカフェ店長を処刑した凪の身代わりとして出頭することを宣言し、会場を退場した。

薫子（）
声 - 小倉唯
「ケダモノランドグループ」に属するメイドカフェ「メイドシープ」に所属。誕生日は嵐子と同日の5月9日で20歳（5話で21歳になる）。
当初は嵐子の誕生日イベントのビラ配りでやってきたなごみたちを丁重に迎えていた。だがすぐに本性を表し、客の前でなごみと嵐子を侮辱して追い返す。更には「自分と誕生日が同日のメイドは不要」と考え、帰る途中のなごみと嵐子を仲間のメイドと共に拉致し、店の地下室で始末しようとするも拉致現場を御徒町に見られており、事態が露見。「とんとことん」のメンバーに殴り込みをかけられ、店のメイドを全滅させられる。それでも最後まで抵抗し、「グループで必要とされているのは自分」「嵐子のようなカスメイドより自分の方が稼げる」と、自信過剰な本性をむき出しにする。しかし、嵐子を「カスメイド」扱いされたことに激高したゆめちの手で腹部を撃たれ死亡。薫子の死に加え、御徒町の手で自身の誕生日イベントで稼いだ売上金500万円を丸々持ち逃げされたことにより店は壊滅した。
一連の発言から嵐子以外にも同じ誕生日のメイドを複数殺害していたようである。
グループ内で常に多額のおひねりちゃんを上納していた「優良店」であり、潰した経緯を問うべく店長は本部に呼び出され、また同時期にメイドリアングループに愛美が戻ってきた事に加えてチュキチュキつきちゃんの件でクレームが来たため、責任(落とし前)を取るべくメイドリアングループへの説明役という名の捨て駒にされる羽目となる。

獅子エースメイド
声 - 日笠陽子
凪の直営店である「ギラギライオン」のエースメイド。グループの店舗で百獣の王にふさわしいトップに降臨している。
アキバメイドフェスティバルの「お萌え様登り」において、凪からの報復行為を恐れることから他店舗は出来レースで「ギラギライオン」に勝たせようとしており、本人も「八百長無しでも勝てる」と豪語するほど余裕で勝利を確信していた。ところがそれを知らない「とんとことん」が周りのメイド達からの警告を無視するどころか、本気で優勝を狙いに行ってしまう。自身も嵐子の妨害でお萌様から転落した上に殴られて気絶し、なごみに勝利を譲ることになり、グループ店舗のトップからも転落してしまった。
11話ではエステ中に「とんとことん」に襲撃されて人質にされ、そのまま「ギラギライオン」に連行されてともに立て籠もる。人質に取られても強気な態度を崩さなかったが、グループのメイド達が攻めて来た時に盾にされるも構わず撃ってきたことから見捨てられたと悟り、狂ったように凪を讃えつつゆめち達に「一緒に地獄に落ちようぜ」と笑っていた。
12話では凪たちと「とんとことん」へ乗り込む。最初は殴りこむだけのつもりが、メイドたちのパフォーマンスに感嘆し、最後は率先して拍手を送った。しかしそれを目障りと感じた凪に撃たれ死亡する。

牛エースメイド、猫エースメイド、熊エースメイド
声 - 富田美憂、松田颯水、下地紫野
「ケダモノランドグループ」に属する各メイドカフェのエースメイド。店舗は異なるもよく三人で行動している。
「とんとことん」を露骨に見下しており、アキバメイドフェスティバルで豚足を売り歩いていたなごみを強引に会場から摘まみ出し、「とんとことん」を散々馬鹿にした挙句土下座で謝罪させていた。だが、「お萌様登り」では段取り無視して優勝を狙いに来た「とんとことん」を阻止しようと立ち塞がるも止められず優勝させてしまう。
11話では、絶縁された「とんとことん」に乗り込んでは客に絡んで追い出したり店の中を荒らすなど営業妨害をしていた。このうち牛メイドは12話でなごみの襲撃に遭い、拷問と恫喝を受けて嵐子を殺害した「チュキチュキつきちゃん」のメイドの居場所を明かしてしまう。その後は仲間と共に報復のためになごみを襲い、リンチにかけて負傷させるも、なごみの異様な様子を見て始末しようとするが、野次馬の多さとパトカーのサイレン音が聞こえたため、放置してその場を立ち去った。その後、凪に付き従いともに「とんとことん」に乗り込んだが、なごみのパフォーマンスを見て、大半のメイドは無愛想に押し黙る中、熊メイドは無愛想ながらも拍手を送った。なお、襲撃直前にそれぞれの上司と思われる牛役員と熊役員が凪に殺されているが、特に恨んでいる様子は無かった。

袋鼠役員
声 - 渡辺明乃
「ケダモノランドグループ」幹部の一人。
11話で、「ギラギライオン」が「とんとことん」に襲撃されエースが人質にされたと凪に報告するが、凪から非情に「殺せ」と命令されて動揺しつつもメイド達を引き連れて「ギラギライオン」に向かう。その後、凪と嵐子達の交渉が成立して絶縁が解除されると、立て籠もる「とんとことん」に停戦を呼び掛けて出て来るが、興奮状態の店長に命令されたゾーヤに撃たれ、無益な死を遂げてしまった。

牛役員、熊役員、猫役員
声 - 仲村かおり、斎賀みつき、伊藤静
「ケダモノランドグループ」各店舗の幹部たち。
特に牛役員は取り立て屋の打ちっぱなし接待に招待されているほか、8話で凪の車の運転手をするなど上位の位置にいた。表面上は凪に忠実に仕えていたが、12話では凪の暴走に辟易し、見限りつつあった。
12話で、「とんとことん」を潰す指示が下った際、性急すぎて警察への根回しが間に合わず、このままでは大勢のメイドが刑務所行きになることを危惧し、熊役員は「とんとことん」への殴り込みを強行しようとする凪に延期を進言するも、その事で凪の怒りを買い銃殺される。また、牛役員もその有様を見て逃げ出そうとするが、背後から凪に撃たれて死亡した。
劇中にはそれ以外に狐役員と羊役員が登場するが、両名ともにセリフがない。

### メイドリアングループ
愛美・スーパーノヴァ・山岸（）
声 - ユリン千晶
「メイドリアングループ」の店長（幹部）。赤い超新星の異名を持ち、常に赤バットを携帯する。広島弁で話す 。7年間の懲役を終え、アキバへ戻ってきた。しかし、現代表の宇垣をはじめ幹部達が「バットを振り回すなんて時代遅れ」だと言った上に「チュキチュキつきちゃん」を潰されても傍観を決め込んでいた姿に激昂。「メイドがそんな考えだから周囲になめられる」としたうえで、「チュキチュキつきちゃん」を殲滅させた「とんとことん」に復讐の念を抱く。周囲に知られぬように「とんとことん」を壊滅させようと模索するが、それに気づいたねるらの手で計画は破綻してしまう。その後みやび等部下の手でねるらを見つけ出し、グループを裏切った報いとしてなごみたちの眼前で排除する 。
先代の頃からメイドリアングループきっての武闘派・タカ派として知られた実力者にして、身一つでシマの拡大に貢献した功労者であり、メイドリアングループに対する思い入れは人一倍強い。ケダモノランドグループとはあくまでも実力行使によって決着を着けることに固執しており、ケダモノランドグループとの全面戦争「アキバビッグバン」を引き起こそうとしている。半ば強引に代表代行に就任してからはグループ全店にとんとことん殲滅並びに全面戦争敢行の檄文を飛ばした。
グループ内タカ派からは絶大な支持を集めているものの、武力ではなく経済による勢力拡大を目論む宇垣ら保守派からはトラブルメーカーとして疎まれており、刑期を終えるまで先代による経済路線への転換や宇垣の跡目相続を知らされていなかったことも重なって、「宇垣がメイドリアングループを私物化して乗っ取ろうとしている」と判断して全く信用せず、上記のようなクーデター同然の手段でグループの指揮権を奪い取り、その後も宇垣の面子を潰す真似を繰り返した。そのため、苦労して築き上げた均衡の崩壊やグループの分裂を危惧した保守派との確執は決定的なものとなり、その存在を完全に危険視されるようになってしまう。
単騎で「とんとことん」にカチコミをかける目的で訪れたが、1階の古びた「怒羅磨」が目に入り、立ち入った店内にいた食事中の嵐子と出逢い、同じ「時代に取り残されたメイド」とシンパシーを感じて酒（ビール）を酌み交わす。だが、のちに嵐子が「とんとことん」のメイドと知ってからは、鉄火場で合間見える約束をする。
ねるら殺害後、決起して「とんとことん」襲撃に乗り出す。しかし舞い戻ってきたなごみの手でメンバーは窮地に立たされ、みやび共々一時離脱する。その後、なごみに尾行されタイマンを張ることになるが、なごみの渾身の拳の前に敗戦。「メイドだったら生きて、『萌え萌えキュン』と言ってみろ！」となごみに言われ襲撃から完全に手を退くことにした。だが戻った矢先、既に愛美の粛清を決意していた宇垣から「もうお前には従えない」と宣言された上に、宇垣に加え居合わせた幹部らから一斉射撃を食らって蜂の巣にされ、「生きていることは痛い」と呟き血の海に倒れる。亡骸はドラム缶に詰められ、幹部たちの手によって秘密裏に海に沈められ、表向きは行方不明扱いとなった。その後、8話で小規模な形ではあるが宇垣らによって葬儀が執り行われた。

みやび
声 - 喜多村英梨
愛美に仕えているメイドで、愛美が不在の間は店長代行として店を運営していた。愛美に忠誠を誓っており、ねるら粛清の際も、愛美に代わってなごみたちに銃口を向けるも愛美に止められていた。「とんとことん」との全面抗争ではなごみの援護に阻まれ、愛美と命からがら逃げだす。四面楚歌となるが、愛美から逃げるように促され涙をこらえ一人逃亡した。その後、メイドリアングループの合併の報を聞いて愛美がもうこの世に居ないと悟り、グループを見限ったタカ派のメイド達と共にアキバを去った。
「ウーパーズ」との野球対決ではマスコットのウーパーくんに扮して着ぐるみのままスタンドで試合の行く末を見守り、試合途中に暴れだした宇垣を背後から刺して殺害。愛美の仇を取った。だがその直後、激高したモリィの手で着ぐるみごと腹部を刺され死亡する。

ねるら
声 - 石見舞菜香
「侵略カフェですとろん」所属のメイド。身長は158cm。血液型はB型で誕生日は9月12日。ビラ配りをしていたなごみと知り合い、店やグループは違えどなごみを気に掛ける優しい性格。「いけいけどんどん」が口ぐせ。愛美が娑婆へ出てきたことでグループ同士の抗争を危惧していた。それでも、自分を慕ってくれるなごみを受け入れ姉妹の契りを結んだ。
そんな矢先、愛美が「とんとことん」を襲撃するという情報を掴み、なごみへ危険を知らせたことで、グループを裏切ったとして愛美の怒りを買い、追われる立場となる。その後、なごみ、嵐子と路地裏に居るところを愛美に見つかり追い詰められたところで刃を向けて愛美に抵抗するも、なごみの前で愛美の銃弾に倒れ、静かに息を引き取った。第12話で「変わりゆく私を許してください」と死亡した場所になごみが花を手向けに来る。
生前、赤井らファンの客に「なごみちゃんはこのアキバのメイドを変えてくれる存在」と言い残していた。
凪の死後の2018年、「ニューとんとことん」で働くなごみの車椅子の車輪に、「とんとことん」メンバー以外で唯一、ねるらの写真が貼られている。

宇垣和枝（うがき かずえ）
声 - 斉藤貴美子
「メイドリアングループ」の現代表。愛美が収監されていた間に前代表が死去したため代表に就任、運営能力に長け、「ケダモノランドグループ」に迫る勢いで急成長させた人物。「バットを振り回すような時代は終わった」と考えるも、戻ってきた愛美の実力行使によってその考えを否定せざるを得なくなった。その後、愛美を代表代行に任命する。
愛美が「とんとことん」を襲撃後、手のひらを返して「ケダモノランドグループ」と合併することを宣言。なごみに負けて舞い戻ってきた愛美を蜂の巣にして殺害し、合併を申し出る。しかし元々は対等な合併の契約を結ぶはずが、タカ派のメイド達が抜けた事により戦力が激減し、それも見越した凪に出し抜かれて不利な契約を結ばされる。愛美の死と共に、「メイドリアングループ」は事実上の消滅となった。
「メイドリアングループ」吸収後は「ウーパーズ」として再出発。「とんとことん」よりも売り上げを伸ばしていた。愛美の葬儀に現れた凪により、野球対決で「とんとことん」とかたをつけることになる。しかし「とんとことん」にはかなりの恨みを持っており、「格下の奴等に負けるなど有り得ない」と試合中ずっと侮辱していた。なごみがフェアプレーにこだわり、選手たちがラフプレーをしなくなったことに加えリードを許す展開となって苛立ちを見せ、自ら打席に立つ。そして一方的にマウンドの嵐子にバットで殴りかかろうとしたが、ゾーヤに蹴られ転倒。その直後、愛美を慕っていたみやびにより背後から刺され死亡した。

チュキチュキつきちゃん店長
声 - 竹達彩奈
「とんとことん」のライバル系列店、「チュキチュキつきちゃん」の女性店長。見てくれは黒いうさ耳を身にまとっているため愛らしいが、気に入らない店員には関西弁でどう喝する上、指を詰める代わりにツインテールを切ろうとする。「とんとことん」の店長からの手紙を持ってきたなごみを何度もビンタするが、しびれを切らした嵐子により射殺される。全員があっけにとられているうちに逃走した嵐子を追撃した店員も全て返り討ちに遭い店は壊滅した。
取り立て屋の当初の目論見では動物モチーフのケダモノランドグループとは別の系列である同店が兎耳のコスチュームで商売していることを捨て駒メイド（なごみ）を使って挑発し殺害させることで抗争の火種とするつもりであった。店舗のモチーフは月のウサギだった。
元々メイドリアングループ内でも武闘派で素行が悪い事で代表及び幹部達も手を持て余していた模様で、ケダモノランドグループとも融和関係を維持したいとの事で静観していたが、結果として愛美の逆鱗に触れてしまい、弔い合戦としてアキバビッグバンの火種となる。
侵略カフェですとろん店長
声 - 内山夕実
「侵略カフェですとろん」の女性店長であり、「ケダモノランドグループ」との抗争ではスタッフに檄を飛ばしていた。ねるら亡き後、愛美の替え玉として警察署に出頭。マインドコントロールされていたのか連行時には目の焦点が合っておらず、取調べにも支離滅裂なことを供述していた。

先代代表
故人。かつては武闘派であり、愛美が唯一忠誠を誓っていたが、愛美が収監されてからは時代の流れに合わせて経営拡大路線に切り替え、宇垣を次期代表に指名した。収監中の愛美に面接などで説明する機会もあったが全く説明しておらず、出所した愛美に宇垣は説明したが一向に信じてもらえず、宇垣を含む幹部達と愛美の溝を深める事となった。

カスミ
声 - 金澤まい
「ウーパーズ」所属のメイド。愛美を慕っていた一人で、「とんとことん」との野球対決では愛美の形見である赤いバットを握って打席に立った。しかしゾーヤのボールの勢いに押され、真っ二つになってしまう。ポジションは投手で右投げ右打ちのオーバースロー。最初は宇垣の指示でラフプレーに興じていたが、なごみのフェアプレーの精神に打たれ途中からは実力で「とんとことん」に勝とうと誓う。

モリィ
声 - 石上静香
「ウーパーズ」所属のメイド。カスミやエル同様、最初はラフプレーをしてでも勝とうとした。しかし、エルやカスミが相手のフェアプレーに応えるべきだと考えるようになり心が揺れ動く。宇垣が刺殺された時は逆上し、殺害に使われたナイフ(ドス)でみやびを串刺しにして殺してしまう。
しかしなごみのフェアプレー精神に心打たれた仲間たちに呼応し、試合は最後までやり遂げた。

エル
声 - 山村響
「ウーパーズ」所属のメイド。「とんとことん」との野球対決の試合開始直後はほかのチームメイト同様、ラフプレーで試合に勝つ気でいた。しかしカスミ同様、なごみのフェアプレーに応えるべきだと考え、途中からラフプレーを止める。宇垣が暴走して乱闘になりかけた際も、「手を出すな」とナインをなだめていた。チームは敗れたが、「良い試合だった」と「とんとことん」を称えた。

チュキチュキつきちゃんメイド
声 - 鈴木愛奈
嵐子によって壊滅した「チュキチュキつきちゃん」の残党メイド。第1話で何か不始末を起こして店長にツインテールを詰めさせられていたが、直後に店を訪れた嵐子が店長を射殺。なごみを連れて逃げる嵐子を同僚と共に追跡し発砲するが嵐子の猛反撃に遭い、結果唯一の居場所であった店舗を嵐子によって潰された。彼女自身もこの時に死亡したかに見えたが生存しており、メイドリアングループがケダモノランドグループに吸収され、「ウーパーズ」に配属された後も恨みを持ち続け、11話のラストで報復に出て嵐子を刺殺した。凪の取り巻きに捕まっても店への忠誠心は強く、「『ウーパールーパー』にも『ケダモノ』にもならない」と宣言する。
その後、凪に従う事を条件に嵐子を刺殺した件を不問にされ共々「とんとことん」への殴り込みへ向かう。当初は早々に「とんとことん」の面々の殺害を目論んだが、なごみたちのパフォーマンスを見るうちに心が揺れ動く。最後には凪がなごみへ発砲した直後、その凪の頭を銃撃して致命傷を負わせた。

### その他の登場人物
大将
声 - 小山剛志
「メイドカフェとんとことん」の下に店を構える、ラーメン屋「怒羅磨」（どらま）の大将。嵐子の過去を知る人間の一人。1話では嵐子に紙袋に入ったリボルバーを渡す。客としてとんとことんにも何度も足を運んでいるようで、佐野の指導によってケチャップアートのスキルを上達させたなごみを称賛した。なごみとねるらの契りの立ち合いも担当。
ケーキ作りも得意で、5話では嵐子の誕生日ケーキを用意していた。さらに愛美の来店時は、しがないラーメン屋にもかかわらず注文を受けたカツ丼も難なく提供していた。
12話で凪と久々の再会を果たす。凪から「『とんとことん』で殴り合いをするので店から離れろ」と忠告を受けるが、それを聞き入れず「嵐子と一緒にまた俺のラーメンを食いに来るんだろうと思った」と語ったところで、すでに暴走状態にあった凪に「これからはつけ麺の時代だ」といわれて射殺されてしまった。

闇金業者代表
声 - 斧アツシ
金に困る店長に金を貸し、違法カジノ店「メイドカジノ」を紹介するが実は裏でカジノのディーラーと繋がっている。最終的には「とんとことん」のメンバー全員をイカサマにかけ、借金のカタに海外に売ろうと考える。しかし一同を恫喝した直後に嵐子に撃たれあっけない最期を遂げた。

ディーラーメイド
声 - 小松未可子
「メイドカジノ」のディーラーで、闇金業者代表と裏で繋がっている。ポーカーの際にイカサマをし、「とんとことん」のメンバーからお金を吸い上げ、文無しにして海外に叩き売ろうとした。だがゆめちにあっさりと見抜かれ、闇金業者代表の射殺後に銃撃戦へ発展してしまう。瀕死の重傷を負いながら最後の力で手りゅう弾を嵐子に投げつけるが、爆発前に投げ返された上に御徒町の手でガス管を開かれていたことを知らず店もろとも爆死する。

平伊達乃（たいら だての）
声 - 生天目仁美
「アキバふわふわぁすい～とくらぶ」、略して「アキバふぁいとくらぶ」のオーナー。苗字が平（たいら）で下の名前が伊達乃。テレビアニメ「レジェンドファイターのぶあき」のマニアでもあり、主人公のぶあきを陰から支える猪俣グレースに憧れていた。自分ものぶあきみたいなファイターを育てたいという想いから店を興した経緯を持つが、裏では八百長試合で金を巻き上げるというあこぎな商売をしている。高額で取引されている猪俣グレースフィギュアを持ってきたフィギュア業者にしてヤクザの組長でもある木島（声 - 真殿光昭）を、（嵐子に八百長をぶち壊しにされたことで）代金の工面ができず取り引きを拒否されたにも関わらずフィギュア欲しさに殺害。その罪を嵐子に着せ、さらにゾーヤを使って嵐子を試合中に殺害しようとする。しかし、勝負は嵐子が勝ち、さらに嵐子が馬鹿正直に貼り付けたメモから木島の部下達に平の犯行がばれ、彼らに襲撃され死亡する。なお、平は気づいていなかったが彼女が手にしたフィギュアは木島が作らせた贋作であり、本物は木島の死体処理をしていた嵐子が拾った事で価値観の分からないゆめちにより中古屋に売られた。

美千代（みちよ）
声 - 伊藤美紀
かつて嵐子が働いていたメイド喫茶「侍女茶館」のオーナー店長で年配の女性。1960年代に人気メイドの一人として活動していた。入店当初、争いごとを好まなかった嵐子に対し優しく接してくれていた。しかし1話冒頭で、当時他店のメイドであった御徒町に銃撃され死亡する。
浮浪児だった凪を拾った当時はアキバで名を馳せた武闘派のメイドだったが、嵐子が入ってからは彼女の純粋さに触れて穏健派に変化し、非暴力の方針に変わる。だが、その変化を凪が受け入れられず、彼女を抹殺するという凶行に及ぶ。

刑事
声 - 松本大
アキバを管轄する秋葉原警察署に属する、警視庁の刑事。
ケダモノランドグループとメイドリアングループとの抗争、殺し合い、銃の保有などは当然に把握しているが、少なくともメイドリアングループから「口止め料」として賄賂を受け取っていることや、最終話でのメイドたちの会話からカチコミをする時には前もって警察に根回しがなされていることから、取り締まりを見逃したり抗争を大事にならないよう極力揉み消したりしている（それでも嵐子が死亡した時などでニュースとして表に出ることはある）。

末広（）
声 - 諏訪部順一
「とんとことん」の新たな常連客の物静かな男性。嵐子のファンと見受けられる。
表向きは銀行員としているが、その正体は殺し屋で、過去これまで複数のメイドを手にかけてきた。暗殺方法は紐による絞殺。美千代を殺害した御徒町の口封じを行おうとしていたが、取り逃している。
現代では「とんとことん」に通ううちに嵐子のことを想うようになる。メイドフェスでは豚足二頭分を買い、豚の好物ドングリを渡す。その後デートを経て嵐子に秋葉原を出て札幌まで夜行列車で駆け落ちしようと約束していたが、嵐子に危険が及ぶと危惧していた御徒町に背後から銃撃されて息絶える。実は凪からの嵐子の殺害指令を断り、婚約指輪も準備していた真相を、死に際に御徒町に語った。

赤井（あかい）、青田（あおた）、緑川（みどりかわ）
声 - 金子誠、葉山翔太、浦和希
ねるら推しだった「ですとろん」の常連客。一時忍者カフェで働いていたなごみに、ねるらのチェキを託したことがなごみ覚醒のきっかけとなる。メイドリアン合併後はなごみ目当てで「とんとことん」の常連になった。
このうち赤井は11話で、他店でもなごみを推していたことを気に食わないと思っていたメイドに拷問された挙句殺害され、神田川から身元不明の遺体として発見されたことが後日青田と緑川から明かされる。そして、二人も身の危険を感じて「とんとことん」及びアキバを涙ながらに去って行った。
しかし2018年では平和になったアキバで再び「とんとことん」改め「ニューとんとことん」の常連となり、後輩らしき若者（声 - 阿部大樹）を店に連れて来るなど、なごみ推しを続ける歳を取った青田と緑川の姿が描かれた。

ホセ、ルイス、アントニオ
声 - ラウル・アルメイダ、ジャンポール・ビエレット、ハッジス・アキレス
いずれもベネズエラ人留学生。「ウーパーズ」との試合で「とんとことん」のスタッフだけではメンバーが足りず試合ができないことから、たまたまアキバの電気街にいたところを店長にスカウトされる。野球大国出身ながら野球は素人同然で、その実力はボールと宣告されたと思えばバットを振ってストライクに判定を変えられる始末。野球試合後は、愛美らの襲撃によって破壊された「とんとことん」の修復に協力し、営業再開に貢献した。
このうちホセ役のラウル、アントニオ役のハッジスについては、実際にネイティブのスペイン語（厳密にはベネズエラ・スペイン語）を話す方を起用したい、という意向で、スタッフが駐日ベネズエラ大使館に協力を仰いで日本在住のベネズエラ人である二人をスカウトし出演してもらったという裏話がある。

お萌様（おもえさま）
声 - 釘宮理恵
日本初のメイド。まだ身分制度が色濃く残っていた明治初期にすべてのご主人様に分け隔てなく接客し、萌えと暴力で秋葉原の民を魅了したとされる。死後、その功績を称える意味で「お萌様登り」が、アキバメイドフェスティバルのイベントとして行われるようになった。

## 用語・設定
メイド
本作におけるメイドは、秋葉原のメイド喫茶で接客係として働きながら、他店と激しく衝突し、時に銃火器を用いた抗争事件を起こす若い女性たちを指す。「メイドは戦うもの」とされ、本業の他腕力や抗争を恐れない胆力が評価される。他のメイドと盃を交わして「姉妹」となる慣習があり、姉妹となったメイド同士は強い絆で結ばれる。恋愛禁止で特に客との恋愛はご法度とされる。また、失態を詫びる時に自分の髪を切り落とすことは、極道の指詰めに匹敵するほどのけじめのつけ方とされている。
メイドカフェ とんとことん
ケダモノランドグループに所属する秋葉原のメイドカフェ。通称はブタ小屋。所属メイドは豚の耳に豚の鼻をあしらったネクタイ、左の腰に名札を付けている。グループ内の「生態系」は最下位で、なごみがビラを配っているとグループ他店のメイドから恫喝されている。ビラ配りの際のキャッチコピーは「あなたとランデブー」。
雑居ビルの2階に店を構え、朝食を5人で食べているシーンや、深夜に脱走を企むしぃぽんをメンバーで捜索するシーンがあることから、店長以下全員がビル内に住み込みで生活している模様。経営状態が思わしくなく、親会社のケダモノランドへのおひねりちゃん（上納金）が滞っているため、たびたび取り立て屋に脅されており、時には営業中にも関わらず、接客そっちのけで内職をしている事もある。配るチラシもモノクロかつ印刷がかすれているときもあったほど。
嵐子が入ってからは不可抗力と成り行きで幾多のライバル店を潰した事から、4話では「新星の武闘派」とケダモノランドグループの店長達からも認知されていた。嵐子の並外れた実力の陰に隠れがちだが、彼女およびなごみ以外の店員の戦闘能力も非常に高く、5話では圧倒的多数の店員を抱える「メイドシープ」を嵐子抜きで壊滅させた。のちになごみも7話において「忍者カフェ」で忍者スキルを修得した。
9話でお萌様登りに優勝しなごみがこの年のお萌様となったことで、その効果から繁盛したが、10話後半で凪の意向によりケダモノランドグループからの絶縁が決定していた。
凪死亡後の2018年には「ニューとんとことん」として営業、ビルもタイル張りの外観で内装も一新され、車椅子に乗ってスピンターンを決めるなごみが「36歳のメイド」として勤務している。
ケダモノランドグループ
秋葉原最大手のメイドカフェグループ。漢字で「獣乱土」と書く。グループのエンブレム(代紋)は獅子。幹部への返事は「おっけーだもの!」。傘下の店舗は厳格に格付けされており、「生態系」と呼ぶ。店舗は動物をモチーフとしていて、メイドはケモミミメイドのコスチュームをつけており、「とんとことん（豚）」、「ギラギライオン（獅子）」、「メイドシープ（羊）」、「コンコンカフェ（狐）」、「忠犬メイドッグ（犬）」のほか、牛、猫、熊、狐、袋鼠、キリン、兎（「チュキチュキつきちゃん」とは別）の店舗がある模様。特にギラギライオンは凪の直営店である。
7話でメイドリアングループを事実上、吸収合併したことにより、秋葉原のメイドカフェ業界では一強の存在となる。
凪死亡後はグループが瓦解した模様で、2018年にはメイドの抗争・暴力行為はなくなった。
メイドリアングループ
ケダモノランドの抗争相手となるメイド喫茶グループで「秋葉外生命体」を名乗る。店舗モチーフは宇宙。グループのエンブレム（代紋）はUFOに乗った宇宙人。劇中では「チュキチュキつきちゃん」、「侵略カフェですとろん」が登場し、本部でのシーンでは「ですとろん」を除く5名の店長が同席していた。ケダモノランドグループとは末端同士の小競り合いはあるものの、店員や資産がほぼ同等なのもあり、また保守派が多数占めている事から膠着状態に留めていた。
7話で愛美らタカ派を粛清し、ケダモノランドグループと対等合併の交渉に臨んだが、タカ派粛清に伴う戦力喪失のために、交渉では不利な立場に置かれ、事実上ケダモノランドグループに吸収合併された。8話では、「思い出アニマルカフェ・ウーパーズ」として再編されている。
侍女茶館（じじょさかん）
現在とんとことんのある場所に存在していたメイドカフェ。店長は美千代で、嵐子や当時ウズコ名義だった凪が在籍した。内装はイギリスの伝統的なカフェを模しており、制服もヴィクトリアンメイドスタイルのメイド服を着用している。1980年に開店したとされ、トレードマーク・エンブレム（代紋）はハートマークを描いた湯気が出ているティーカップ。
美千代の意向で非暴力主義を貫いており、嵐子はそれに従っていたが、凪はその方針に反発していた。1985年に起きた銃撃事件で美千代が死亡、その後嵐子が抗争の末に逮捕・収監され、店自体も閉店を余儀なくされた。
忍者カフェ（にんじゃカフェ）
7話に登場した、忍者（くノ一）を店舗モチーフにしたカフェ。ケダモノランドにもメイドリアンにも属さない独自のカフェで、店内は和風な内装、店員は忍び装束を着ており、なごみも一時期ここに転職して働いていたことがあった。2018年でもそこの店員がビラ配りをしているため、店舗はそのまま存在している模様。
一般的な知名度は低いが、「忍者カフェ」は関東・関西圏にて数店舗が実際に営業している。作中の店舗は架空だが、スタッフにより秋葉原で実際に営業中の店舗にて取材が行われており、エンディングにて取材協力として店舗名がクレジットされているほか、「アキバ冥途戦争」第10話放送直前SP 仁義なき！リアルメイド戦争！では「忍者喫茶 不忍カフェ」から2名のメイドが出演した。
アキバメイドフェスティバル
年に1度、秋葉原のバスケットコートで開催されるメイドイベント。昼間はメイドが運営する屋台、夜はメインイベントとなる、メイドたちが自らの威信を賭けてテッペンを争う蹴落とし合いのケンカ祭り「お萌様登り」が行われる。これは店のシンボルを巨大なお萌様の頭部に立てたものがその年の“お萌様”となり、アキバ一のメイドとして優遇される。なお、スタート順は屋台の売り上げで決まり、さらに屋台の出し物は生態系の上位から決めていくという掟がある。上のために手を汚したりおひねりちゃんが多かったり、上のほうのメイドと姉妹関係があったりする店が上位なため、当然ながら生態系最下位のとんとことんにはまともなものは回ってこず、去年はカラー子豚、今年は豚足を売ることとなった。加えてガイドマップ上ではトイレと間違われるような表記にされるなど、冷遇されていた。また系列店のメイドはフェスくらいでしか会わないから毎年ここぞとばかりにいびってくるという。
なごみが初参加した今年のアキバメイドフェスは過去最高の来場者数を記録した模様で、しかも一強の存在となったケダモノランドグループだけで仕切る特別なものとなる。このため今回の「お萌様登り」は『生態系の手引き』を配布して、凪の直営店である「ギラギライオン」を優勝させる出来レースを仕込んであったが、それを知らなかった「とんとことん」が本気で優勝を狙いに行って勝ち取り、生態系を崩壊させてしまった。

## スタッフ
- 原作 - ケダモノランド経営戦略室[8][1]
- 監督 - 増井壮一[8][1]
- シリーズ構成 - 比企能博[8][1]
- キャラクターデザイン・総作画監督 - 仁井学[8][1]
- 美術監督 - 本田こうへい[1]
- 美術設定 - 伊良波理沙[1]
- 色彩設計 - 中野尚美[1]
- プロップ設定 - 入江健司[1]、鍋田香代子[1]
- 撮影監督 - 石黒瑠美[1]
- 3D監督 - 小川耕平[1]
- 特殊効果 - 村上正博[1]
- 編集 - 高橋歩[1]
- 音響監督 - 飯田里樹[1]
- 音響効果 - 中野勝博[1]
- 音楽 - 池頼広[8][1]
- 音楽制作 - Cygames[1]
- プロデューサー - 竹中信広、林昌伸、姚迪、新井皐太、辻充仁、外川明宏、北澤史隆、奥永祥正、中出哲史
- アニメーションプロデューサー - 橋本真英
- アニメーション制作 - P.A.WORKS
- 製作 - 「アキバ冥途戦争」製作委員会[8][1]

## 主題歌
「メイド大回転」
とんとことんスタッフ一同によるオープニングテーマ。作詞はSHIBU、ケダモノランド経営戦略室、作曲・編曲はSHIBU。
「冥途の子守唄」
万年嵐子（佐藤利奈）によるエンディングテーマ。作詞・作曲・編曲は磯崎健史。
6話では2番の歌詞が流された。
最終話では和平なごみ（近藤玲奈）歌唱版が流された。
「一生女の子宣言☆」（万年嵐子歌唱版）
万年嵐子（佐藤利奈）による5話エンディングテーマ。作詞はnobara kaede、作曲・編曲は川崎智哉。
「純情メイドぶっころ主KISS」
柊結夢（田中美海）による挿入歌。作詞はnobara kaede、作曲・編曲は加藤裕介。
「ゆえに背脂は輝く」
ちーむとんとことんによる8話挿入歌。作詞は古屋真、作曲・編曲は山下洋介。
「一生女の子宣言☆」（和平なごみ歌唱版）
和平なごみ（近藤玲奈）による挿入歌。作詞はnobara kaede・川崎智也、作曲・編曲は川崎智哉。

## 評価
クランチロール・アニメアワード2024において、最優秀オリジナルアニメ賞にノミネートされた。

## 各話リスト
| 話数 | サブタイトル                         | 脚本       | 絵コンテ            | 演出                                    | 作画監督 | 初放送日       |
| --- | ------------------------------------ | ---------- | ------------------- | --------------------------------------- | --- | -------------- |
| 第1話 | ブヒれ！今日からアキバの新人メイド！ | 比企能博   | 増井壮一            | 太田知章                                | 大東百合恵 入江健司 鈴木理沙 杉光登 前田義宏 齊藤佳子 宮原拓也                                                                  | 2022年 10月7日 |
| 1985年の秋葉原で一人のメイドが射殺される。1999年、和平なごみはメイドカフェ「とんとことん」に入店し念願のメイドになる。なごみは同日入店した万年嵐子とライバル店への手紙を持たされる。それは果たし状であり嵐子は激昂した店長や追いかけてきたメイドたちを拳銃で撃ち店を壊滅させる。 |                                      |            |                     |                                         | |                |
| 第2話 | 賭博萌キュン録 ゆめち                | 小森さじ   | 増井壮一            | 佐々木勅嘉                              | 水野紗世 宮崎司 鍋田香代子 | 10月14日       |
| 抗争事件が報じられても平然と営業するとんとことんに衝撃を受けるなごみ。ビラ配りをしていると別系列のねるらと知り合い元気づけられる。とんとことん店長はメイドカジノに手を出し閉店の危機となる。とんとことん一同は売上金全てを持ち出しメイドカジノに賭けるが逆に海外に売られそうになる。ゆめちはいかさまを見破り、銃撃戦となったカジノはガス爆発して壊滅する。 |                                      |            |                     |                                         | |                |
| 第3話 | メイドの拳、膵臓の価値は             | 日高勝郎   | 橋本昌和            | 熨斗谷充孝                              | 宮崎司 三好有香 矢野康平 鍋田香代子 野口征恒                                                                                    | 10月21日       |
| 嵐子は滞納するおひねりちゃんの肩代わりに地下闘技場の八百長試合に出場するが、相手を倒してしまう。店長の懇願で嵐子は決勝戦まで勝ち上がりゾーヤに負ける約束をする。だがゾーヤに煽られた嵐子は次第に本気でぶつかり、優勝する。主催の平が注文した高級フィギュアを偶然入手したことで金の問題はひとまず解決。さらにゾーヤが入店する。 |                                      |            |                     |                                         | |                |
| 第4話 | 実録！豚の調教師だブー!!             | 比企能博   | 増井壮一            | 市村徹夫                                | 鍋田香代子 稲熊一晃 中山みゆき りお 高橋陸斗 北條真純 梅田貴嗣 市原圭子                                                         | 10月28日       |
| 凪は傘下の店に調教師を派遣。 ゾーヤが加入した「とんとことん」には佐野がやってくる。店長を追放し早朝から深夜まで続く研修にメイドたちは反発するが、佐野に洗脳され忠実なメイドに生まれ変わる。だが店長がロケット砲を手に押し掛けしぃぽんが屋上のオブジェを破壊したことで全員正気を取り戻し、見回りに来た佐野は凪の報復を怖れ失踪する。 |                                      |            |                     |                                         | |                |
| 第5話 | 赤に沈む！三十六歳生誕祭！           | 日高勝郎   | 許琮                | 太田知章                                | 水野紗世 小野和美 吉田肇 Lee Min bae Shim Min hyeon                                                                             | 11月4日        |
| 今月中に50万のおひねりちゃんがなければ閉店するとんとことん。集客したいなごみにねるらの助言で明後日が誕生日の嵐子のバースデイイベントを企画。冷ややかなとんとことんメンバーに変わってなごみと嵐子は二人で準備し、系列店に応援を頼むが、同じ誕生日の薫子は二人をトマトジュースで溺死させようとする。これに気づいたとんとことんは薫子の店を潰し間一髪で二人を救出。閉店した店で嵐子のバースディが行われる。                                                                                   |                                      |            |                     |                                         | |                |
| 第6話 | 姉妹盃に注ぐ血 赤バットの凶行        | 米内山陽子 | 許琮                | 村山靖                                  | 飯飼一幸 山村俊了 片岡恵美子 Park ji seung 迫江沙羅 松下純子 鰻重子 rere Cerberus Suwarin Promjutikanon Chotanan Pipobworachai  | 11月11日       |
| 「メイドリアングループ」の『赤い超新星』こと愛美が服役を終えアキバに帰還。 愛美は「チュキチュキつきちゃん」が「とんとことん」に潰されたことを知り激昂するが偶然会った嵐子を気に入る。凪は店長にメイドリアンと対決するよう命じる。なごみはねるらと姉妹の契りを交わす。愛美はとんとことん襲撃を命じるがねるらはなごみに密告。愛美はなごみの目の前で密告者のねるらを射殺する。 |                                      |            |                     |                                         | |                |
| 第7話 | 獣抗争史！秋葉外生命体血戦!!         | 米内山陽子 | 佐々木勅嘉 増井壮一 | 佐々木達也                              | 宮崎司 三好有香 鈴木理沙 杉光登 小野和美 稲熊一晃 野田友美                                                                      | 11月18日       |
| なごみは「とんとことん」から姿を消す。1週間後、嵐子は忍者になっていたなごみを発見。メイドには戻らないと決めたなごみだったが、愛美率いるメイドリアンの襲撃を受けたとんとことんに駆けつけクナイや投網で加勢。現場から逃走した愛美はグループから見捨てられ孤立。なごみは愛美を説得。事務所に戻った愛美はメイドリアン代表たちに射殺される。その後ケダモノランドはメイドリアンを吸収合併する。                                                                                                  |                                      |            |                     |                                         | |                |
| 第8話 | 鮮血に染まる白球 栄光は君に輝キュン♡ | 日高勝郎   | 坂田純一            | 佐々木勅嘉                              | 矢野康平 鍋田香代子 野田友美 Lee Min bae Shim Min hyeon                                                                         | 11月25日       |
| 愛美の葬儀中、凪はとんとことんとウーパーズに野球で決着をつけるよう命じる。ソフトボール経験者のなごみは平和的解決にはりきる。当日とんとことんはベネズエラ人留学生3人を加え試合に臨む。だが試合は徐々に不穏な空気となり、暴言暴力が飛び交う。代打に出たメイドリアン元代表がみやびに刺殺され、みやびもその場で刺殺。ウーパーズは「死人はいない」と主張し試合続行。とんとことんが勝利する。試合後、凪は嵐子に自分の素性を明かし、「グループのために戦え」と囁く。                              |                                      |            |                     |                                         | |                |
| 第9話 | 秋葉生態系狂騒曲！メイドの萌え登り!! | 米内山陽子 | 許琮                | 内堀雅人                                | 上野卓志 高妻匠 諸冨直也 モリタユーシ 冨谷美香                                                                                  | 12月2日        |
| 恒例のアキバメイドフェスがケダモノランドの仕切りで開催される。とんとことんも屋台を出すが他の店に喧嘩を売られ土下座させられるなど苦痛を強いられる。お萌様登りは「手引き」で勝たせる店が決まっていたが、店長が手引きを紛失したとんとことんは真剣勝負を挑み、なごみが今年のお萌様となる。 |                                      |            |                     |                                         | |                |
| 第10話 | メイド心中 電気街を濡らす涙雨        | 小森さじ   | 市村徹夫            | 市村徹夫                                | 水野紗世 宮崎司 三好有香 矢野康平 杉光登 鍋田香代子 大東百合恵 鈴木理沙 北條真純 中山みゆき 高橋陸斗 稲熊一晃 佐藤好 合田真さ美 | 12月9日        |
| 嵐子は客の末広からデートに誘われる。とんとことんは嵐子を祝福し送り出す。末広は嵐子に駆け落ちを持ちかける。御徒町は嵐子に自分が美千代を暗殺し末広に始末されそうになったことを告白して引き留める。嵐子は末広と決着をつけるため待ち合わせ場所に向かうが、先回りした御徒町が末広を射殺。末広に嵐子の始末を命じたのは凪だった。 |                                      |            |                     |                                         | |                |
| 第11話 | 萌えなき戦い                         | 比企能博   | 許琮                | なかがわあつし                          | 鈴木悠介 冨谷美香 藤本雄一郎 藤優子 宮崎輝 よっけ 重国勇二 高妻匠 諸冨直也                                                      | 12月16日       |
| 御徒町がケダモノランドのとんとことん絶縁状とともにビルに張り付けになる。店に嫌がらせが始まり客まで犠牲になる。嵐子は昔凪と姉妹盃を交わした仲だが、絶縁されたと打ち明け、一人でけじめをつけると言う。翌朝とんとことん一同は嵐子に味方しギラギライオンのエースメイドを人質に立て籠るが総攻撃を受ける。嵐子となごみは凪と対面しお萌様返上と絶縁取り消しを申し出る。凪は嵐子にとんとことんの始末を命じる。土下座する嵐子の懇願に凪はおひねりちゃん10倍で許す。後日、嵐子は何物かに刺殺される。 |                                      |            |                     |                                         | |                |
| 最終話 | 萌えの果て                           | 比企能博   | 増井壮一            | 太田知章 佐々木勅嘉 熨斗谷充孝 橋本昌和 | 宮崎司 水野紗世 鍋田香代子 大東百合恵 鈴木理沙 小野和美 酒井美佳 稲熊一晃 三浦菜奈                                              | 12月23日       |
| なごみは復讐を決意し、拳銃を手に「黒豚」となる。怒羅磨の大将は凪と嵐子の因縁を語る。凪はとんとことん粛清を命じ、反対派を始末。なごみは暴力を捨てとんとことんは「メイド戦争」を仕掛ける。店に押し掛けてきた凪たちにとんとことんは萌え接客で応じる。なごみは凪の銃弾を受けるが、凪は御徒町の竹槍に倒れる。2018年、平穏になった秋葉原の「ニューとんとことん」では車椅子のなごみがメイドとして接客していた。                                                                                   |                                      |            |                     |                                         | |                |

## 放送局
| 放送期間                 | 放送時間                     | 放送局     | 対象地域 | 備考                                 |
| ------------------------ | ---------------------------- | ---------- | -------- | ------------------------------------ |
| 2022年10月7日 - 12月23日 | 金曜 0:00 - 0:30（木曜深夜） | TOKYO MX   | 東京都   | 製作参加                             |
|                          |                              | BS11       | 日本全域 | BS放送 / 『ANIME+』枠                |
|                          |                              | KBS京都    | 京都府   |                                      |
|                          |                              | サンテレビ | 兵庫県   |                                      |
|                          | 金曜 21:30 - 22:00           | AT-X       | 日本全域 | CS放送 / 字幕放送 / リピート放送あり |

| 配信開始日     | 配信時間                     | 配信サイト |
| -------------- | ---------------------------- | --- |
| 2022年10月7日  | 金曜 0:00 - 0:30（木曜深夜） | ABEMA |
| 2022年10月10日 | 月曜 0:00（日曜深夜） 更新   | dアニメストア |
| 2022年10月13日 | 木曜 0:00（水曜深夜） 更新   | バンダイチャンネル Hulu U-NEXT ツイキャス auスマートパスプレミアム J:COMオンデマンド メガパック みるプラス TELASA ビデオマーケット Google Play ひかりTV Rakuten TV クランクイン！ビデオ |
|                | 木曜 12:00 更新              | Happy!動画 |

## Blu-ray
| 巻  | 発売日        | 収録話         | 規格品番  |
| --- | ------------- | -------------- | --------- |
| 1   | 2023年1月11日 | 第1話 - 第4話  | BIXA-1371 |
| 2   | 2023年2月3日  | 第5話 - 第8話  | BIXA-1372 |
| 3   | 2023年3月3日  | 第9話 - 第12話 | BIXA-1373 |
| BOX | 2024年10月2日 | 第1話 - 第12話 | BIXA-1374 |

## 舞台
舞台「アキバ冥途戦争 ～浪速喰い倒れ狂騒曲～」
2023年9月6日から10日に博品館劇場にて上演。

### ストーリー（舞台）
- なごみが福引で大阪団体旅行を当てる。勝手に秋葉原を出る事が許されない「とんとことん」一同は半ばあきらめかけるが、ルールに納得のいかないなごみは、「とんとことん」に置手紙をし、たこ焼きを求め大阪に。なごみの大阪行きが取り立て屋にバレた為、大事になる前になごみを連れ戻しに大阪に向かう「とんとことん」一同、しかし、大阪の日本橋にもメイドの一大勢力があったのである[30]。

### キャスト（舞台）
- 和平なごみ - 佐藤日向
- 万年嵐子 - 野本ほたる
- ゆめち - 長澤茉里奈
- しぃぽん - 橋本梨菜
- ゾーヤ - 護あさな
- 富美代 - 上西恵
- 虎飼キズナ - 古賀成美
- 取り立て屋 - 反橋宗一郎
- 店長 - 鳥居みゆき
- 御徒町 - 森田真礼
- アンサンブル - 七瀬葵、大橋美優、池田実桜、中村桃香

### スタッフ（舞台）
- 原作 - ケダモノランド経営戦略室『アキバ冥途戦争』
- 脚本・演出 - 川尻恵太

### DVD
- 舞台「アキバ冥途戦争 ～浪速喰い倒れ狂騒曲～」公演DVD(発売日:2024年03月01日) - HPST10124